# Patronita
La patronita és un mineral de la classe dels minerals sulfurs. Va ser descoberta l'any 1906 a la mina Ragra del districte de Huayllay a la província de Pasco, en el departament de Pasco (Perú), sent nomenada així en honor d'Antenor Arrisso Patró, enginyer peruà descobridor del jaciment. Un sinònim poc usat és el de rizopatronita.

## Característiques
És un sulfur simple de vanadi, anhidre. El pentasulfur de vanadi era una espècie mineral mai coneguda abans. És extret en les mines com la principal mena del vanadi.

## Formació i jaciments
Apareix com el principal mineral mena de vanadi en el jaciment en què va ser trobat, que al seu torn és el jaciment més ric del món de vanadi. Emplena els intersticis i porus de les roques que contenen minerals del vanadi, els quals apareixen en fissures al costat de la patronita.
Sol trobar-se associat a altres minerals com: sofre natiu, bravoita, pirita, minasragrita, stanleyita, dwornikita, quars, lignit vanàdic o coc natural.